# Dirndl
Dirndl je bavarska i austrijska tradicionalna ženska narodna nošnja, koja je nastala krajem 19. stoljeća, a danas je raširen u nekoliko regija kao dio alpskog folklora.
Dirndl je deminutiv riječi Dirn iz bavarsko-austrijske inačice riječi Dirne, koja se u govornom jeziku i danas koristi za mladu djevojku, dok se u suvremenoj modernoj upotrebi koristi u negativnoj konotaciji. Do sredine prošlog stoljeća, u gornjonjemačkim dijalektima njemačkog jezika, Dirn se koristio za Magda, mladog nadničara ili slugu na bogatim seoskim farmama. Iz tih korijena dolazi puni naziv Dirndlgewand, odjeća koju nose Dirni, a u današnjem obliku skraćeno se zove dirndl.

## izvori
1. 1 2  Dirndl. austria-forum.org (njemački). Austria-Forum. Pristupljeno 19. veljače 2022.